# Centar Milenijum

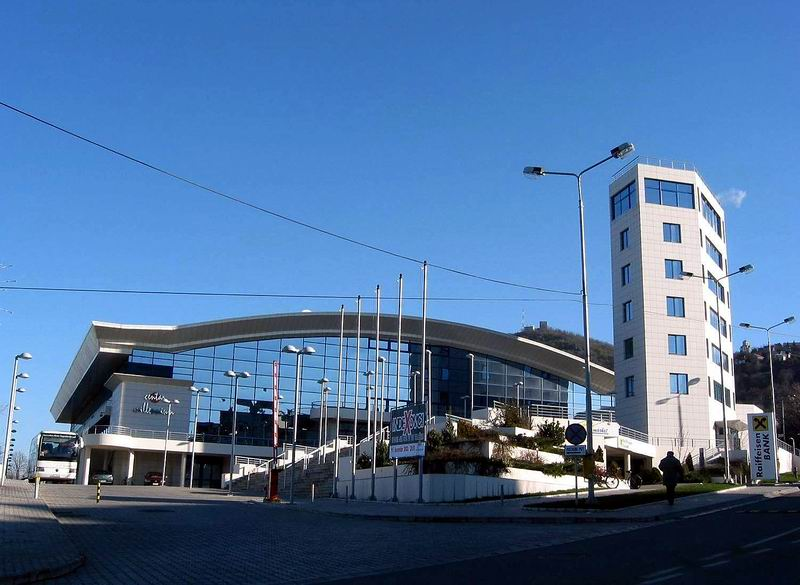

Centar Milenijum – hala widowiskowo-sportowa położona w serbskiej miejscowości Vršac. Hala może pomieścić 5000 osób. Hala została otwarta w 2001 roku.
Odbywały się tutaj mecze Grupy A Koszykarskich Mistrzostw Europy 2005, a w lipcu 2009 roku – zawody koszykarskie w ramach Letniej Uniwersjady 2009.
Na co dzień w hali rozgrywane są mecze miejscowej drużyny koszykarskiej KK Hemofarm.